# دختر نجیب؟
دختر نجیب؟ (به انگلیسی: Nice Girl?) یک فیلم موزیکال به کارگردانی ویلیام ای. سایتر است که در سال ۱۹۴۱ منتشر شد.

## بازیگران
- دیانا دربین
- فرانکوت تون
- والتر برنان
- رابرت استاک
- رابرت بنچلی
- هلن برودریک
- آن گیلیس
- آن وین
- الیزابت ریسدون
- نانا برایانت
- تامی کلی
- رایلی هیل
- جیمز فینلیسون (حضور افتخاری)